# Château de Versas
 (mars 2023).
- Si vous ne connaissez pas le sujet, laissez ce bandeau (vous pouvez alors contacter les auteurs).
- Si vous supprimez le contenu mis en cause (vous pouvez préalablement contacter les auteurs),

argumentez précisément cette suppression dans la page de discussion
(un manque de référence n'est pas un argument ; une recherche réelle de référence doit avoir été effectuée, être formellement documentée).
Le château de Versas est un château situé sur la commune de Sanilhac dans le département de l'Ardèche. Sur la même commune se situent la  Tour de Brison[source insuffisante], très ancienne fortification et les ruines du château de Brison, bâtiment du XVIIe siècle dévasté à la Révolution.

## Situation
Le château de Versas est situé en contrebas, à mi-distance entre Sanilhac et Vernon.

## Historique
- Le premier représentant connu est Audiber[3][source insuffisante] Ier, seigneur de Versas et Montbrison[4][source insuffisante], signalé en 1301.
- Vers 1363, Gonin de Montbrison[5].

Il y eut ensuite Raymond de Montbrison
- Louis de Montbrison qui vivait vers 1433.
- Audibert II de Montbrison qui prit alliance en 1440 avec noble Eraille d'Antihe du Tremont.
- Leur fils Raymond de Montbrison vivait en 1496.
- son fils Claude fut son successeur ; il épouse Louise de Labastide de Vielprat en Montagne. Il mourut en 1535 laissant ses biens à
- Louise de Montbrison, dame de Versas qui prit alliance avec noble Laurent de Rochesaulve mort en 1537 sans descendance. En secondes noces elle prit noble Victor Bermond de Combas dont elle eut noble Tristan de Combas, mort sans postérité. Albin Mazon dans "Notre Vieux Largentière", signale que "le 31 mai 1562, M. Combas de Versas et son fils M. de Montbrison à  la tête d'un troupe de membres de la religion prétendue réformée ont mis à sac le cloître du couvent des Cordeliers de Largentière". À de rares exceptions près, la famille de Bernard de Montbrison restera jusqu'à son extinction, fidèle à la religion prétendue réformée.
- La seigneurie de Versas échut à Michelle de Combas, sa fille, qui continua la postérité. ses enfants furent Victoire Louise et Anne. Elle se marie en 1562 avec Dominique de Bernard de Saint-Esprit. Elle en eut noble Jacques de Bernard, marié en 1585 avec Olympe de Saint-Ferréol, mort sans postérité.
- Ses biens revinrent à sa fille Françoise de Bernard de Montbrison, dame de Versas qui épousa  en 1594 noble Noë de Lamartiniére, dont  est issu noble Gilles de Lamartiniére. Noë meurt en 1603 après avoir fait des travaux considérables au château. D'une seconde alliance en  1605 avec noble Jacques de Bernard, seigneur de Saint Esprit, son cousin issu de germain, (qui mourut en 1612) est issu noble Jacques de Bernard, sieur de Montbrison. Une troisième alliance avec Jacques de Guichard  ne lui apporta pas d'autre postérité.
- Jacques de Bernard de Montbrison, seigneur de Versas s'allie le 28 décembre 1625 avec demoiselle Magdelaine d'Izarn de Castanet duquel mariage fut procréé noble Jacques de Bernard, fils aîné, Henry de Bernard (époux de Blanche Brun, qui ne lui donna que des filles), Charlotte de Bernard (épouse de Jacques Duroure, seigneur des Deux-Aygues), Isabeau (épouse d'Etienne Fombonne, notaire royal), Magdelaine (épouse de Henry Alizon, notaire royal), ainsi que Françoise et Margueritte, restées célibataires.
- Jacques de Bernard prit alliance le 25 janvier 1648 avec Jeanne de La Tour. De ce mariage sont issues Marie de Bernard qui meurt sans postérité en 1668 ; et Anne, dame de Versas qui continua la lignée. Au décès de sa première femme en 1639, Jacques de Bernard épouse en secondes noces Judith de Robiac, veuve de noble Pierre de Tardivon duquel mariage fut procréé noble Jacques de Bernard. un nobiliaire rapporte : "Jacques de Bernard père s’étant brouillé avec M. de Versas, son fils aîné, à l’occasion de ce second mariage, il s’en sépara et alla avec son épouse habiter aux Deux Aygues auprès de sa fille mariée à Jacques du Roure, qui leur céda une partie de sa maison, une cave, un jardin, du bois, etc. Jacques de Bernard y fit transporter les meubles nécessaires à son usage, de son château de Versas dont il s’était réservé la moitié par accord passé entre son fils et lui, avec le revenu de son château de la Bastide de Vielprat. Étant resté aux Deux Aygues pendant cinq ans, il se brouilla avec la maison, ou peut-être se sentant à charge, il partit en 1675 pour Vallon pour aller auprès d’une autre de ses filles mariée à Me Alizon, notaire. Il y mourut, ainsi que sa femme, trois ans après. Ils laissèrent aux Deux Aygues leurs meubles, plusieurs lits complets, un de filoche, un rouge en laine garni de grandes franges, un tapis de table de couleur, des pièces de tapisserie antiques, plusieurs douzaines de chaises tapissées, garnies de clous jaunes, des tables grandes et petites, des fauteuils garnis, de l’étain, du cuivre, des landiers, beaucoup de linges de table, nappes, serviettes, des chemises, etc.
- Anne de Bernard fut mariée en 1670 avec noble Jacques de Tardivon, fils du premier mariage de Judith de Robiac. De ce mariage est issue Jeudy de Tardivon, dite mademoiselle de Versas.
- Jeudy de Tardivon prit alliance l'année 1702 avec sieur Jean François De Belin, du Colombier, et n'eut point d'enfant. Elle mourut en 1749, après avoir cédé le château de Versas en 1705 à François Denis Auguste Grimoard de Beauvoir du Roure, de Beaumont[6], comte de Brison.

En 1901, l'historien Albin Mazon écrit dans son projet d'encyclopédie de l'Ardèche restée inachevée, à l'onglet "Versas" : "il y a des immeubles prédestinés, c'est à un pasteur protestant, Sugier (des Vans) qu'appartient aujourd'hui le chateau de Versas" (V; Fonds Mazon, AD07, en ligne)[réf. nécessaire].

## Architecture
Constitué de deux ailes de part et d'autre d'une tour octogonale, laquelle est classée monument historique, d'une splendide façade Renaissance dominant la vallée.
Sa construction date vraisemblablement du XVIe siècle, d'importants remaniements ayant été effectués entre 1594 et 1603 par Françoise de Bernard dame de Versas et son époux.
Un colombier, qui est du XIXe siècle, complète l'ensemble[réf. nécessaire].